# 川西警察署
川西警察署（かわにしけいさつしょ）は、兵庫県川西市丸の内町1番にある兵庫県警察の警察署である。

## 所在地
- 〒666-0000 兵庫県川西市丸の内町1-1

大阪府境まで1km未満にあり、茨城県警結城警察署とともに日本一県境に近い警察署を争う関係にある。

## 管轄区域
- 川西市
- 川辺郡猪名川町

## 交番
- 中央交番（川西市小花1-1-10）
- 日の出交番（川西市火打1-14-13）
- 加茂交番（川西市下加茂1-24-2）
- 多田西交番（川西市西多田1-5-7）
- 多田東交番（川西市多田桜木2-10-19）
- 清和台交番（川西市清和台西3-1-8）
- 緑台交番（川西市緑台6-1-51）
- 山下交番（川西市見野2-21-10）
- 日生中央交番（川辺郡猪名川町松尾台1-97-6）
- 猪名川パークタウン交番（川辺郡猪名川町白金3-2-1）

## 駐在所
- 木津駐在所（川辺郡猪名川町木津38-2）

## 廃止された交番
- 小花交番（川西市小花2-1-6）
- 久代交番（川西市久代6-2-6）
- 大和交番（川西市大和西4-1-8）

## 主な未解決事件
- 川西市塗装工殺人事件
- 川西市老婆傷害事件